# Lista de presidentes da Cabárdia-Balcária

Brasão de armas de Cabárdia-Balcária

O Chefe da República da Cabárdia-Balcária, anteriormente presidente da República da Cabárdia-Balcária, é o mais alto cargo dentro o Governo da República da Cabárdia-Balcária, Rússia.

## Presidentes
| Nome              | Imagem | Início do mandato | Fim do mandato |
| ----------------- | ------ | ----------------- | -------------- |
| Betal Kalmykov    |        | 1936              | 1940           |
| Zuber Kumekhov    |        | 1940              | 1956           |
| Timbora Malbakhov |        | 1956              | 1992           |
| Valery Kokov      |        | 1992              | 2005           |
| Arsen Kanokov     |        | 2005              | 2013           |
| Yury Kokov        |        | 2013              | presente       |